# Le destin s'amuse
Pour plus de détails, voir Fiche technique et Distribution.
Le destin s'amuse est un film français d'Emil-Edwin Reinert sorti en 1947.

## Fiche technique
- Titre : Le destin s'amuse
- Réalisation : Emil-Edwin Reinert
- Scénario : Jacques Companeez
- Dialogues : André Haguet et André Tabet
- Photographie : Charlie Bauer
- Son : Lucien Lacharmoise
- Musique : Wal-Berg et Louiguy
- Décors : Guy de Gastyne
- Assistant-réalisateur : Guy Lefranc
- Montage : Victoria Spiri-Mercanton
- Société de production : Les Films Ariane
- Directeur de production : Francis Cosne
- Pays de production :  France
- Format : Son mono - Noir et blanc - 35 mm  - 1,37:1
- Durée : 85 minutes
- Date de sortie : 
  - France - 26 mars 1947 (Paris)

## Distribution
- Dany Robin : Gabrielle
- André Claveau : Richard
- Robert Murzeau : La Douceur
- Jean Carmet : Le troisième complice
- Noël Roquevert : Tonton
- Nicolas Amato : un gendarme
- Sabine Angély : Lucette
- Jean Berton : le percepteur
- Florence Brière
- Jean-Roger Caussimon : Marcel
- Arthur Devère : le gardien
- Jean Dunot : l'agent
- René Fluet : le fiancé
- André Numès Fils : Soulier
- Roger Saget
- Robert Seller : le père de Gabrielle
- Pierre Sergeol : le juge d'instruction
- André Urban : Loiselier